# Sentenac-d'Oust
Sentenac-d'Oust is een gemeente in het Franse departement Ariège (regio Occitanie) en telt 90 inwoners (2009). De plaats maakt deel uit van het arrondissement Saint-Girons.

## Geografie
De oppervlakte van Sentenac-d'Oust bedraagt 19,6 km², de bevolkingsdichtheid is dus 4,6 inwoners per km².
De onderstaande kaart toont de ligging van Sentenac-d'Oust met de belangrijkste infrastructuur en aangrenzende gemeenten.

## Demografie
Onderstaande figuur toont het verloop van het inwonertal (bron: INSEE-tellingen).
Vanwege een beveiligingsprobleem met de MediaWiki Graph-software is het momenteel niet mogelijk deze grafiek weer te geven. Zodra de software is bijgewerkt zal de grafiek vanzelf weer zichtbaar worden.